# Кравцов, Алексей Савельевич
Алексей Савельевич Кравцов  (17 марта 1918 — 22 октября 2006) — участник Великой Отечественной войны, командир эскадрильи 947-го штурмового авиационного полка (289-я штурмовая авиационная дивизия, 3-я воздушная армия, 1-й Прибалтийский фронт), капитан. Герой Советского Союза.

## Биография
Родился 17 марта 1918 года в городе Сулин (ныне г. Красный Сулин Ростовской области), в семье рабочего металлургического завода.
Окончил школу № 1 и Фабрично заводское училище (ФЗУ), работал токарем в механическом цехе Сулинского металлургического завода. В 1936 году был призван в Красную Армию. В 1939 году окончил Сталинградскую военную авиационную школу.
На фронте с апреля 1943 года. Командир эскадрильи штурмового авиационного полка, капитан А. С. Кравцов к 30 октября 1944 года совершил 136 боевых вылетов на штурмовку железнодорожных эшелонов, бронепоездов, узлов обороны, живой силы и боевой техники противника. Всего за годы Великой Отечественной войны на самолёте-штурмовике «Ил-2» совершил 180 боевых вылетов, повредив 64 танка, 146 бронемашин, 17 батарей полевой авиации, эшелон с боеприпасами, один бронепоезд.
После войны находился на ответственных командных должностях. В 1948 году окончил Высшие лётно-тактические курсы комсостава, а в 1955 году — Военно-воздушную академию.
В 1970-х годах служил начальником политотдела армии в штабе 26-й воздушной армии.
Депутат Верховного Совета Белоруссии 9-го созыва. С 1979 года находился в отставке, в звании генерал-лейтенанта авиации. Жил в Минске.
Умер 22 октября 2006 года, кремирован 23 октября 2006 года, урна с прахом А. С. Кравцова по его устному завещанию, была захоронена в реке Свислочь, напротив парка имени М. Горького, в Минске.

## Награды
- 23 февраля 1945 года удостоен звания Героя Советского Союза (Золотая Звезда № 5931).
- Награждён двумя орденами Ленина, пятью орденами Красного Знамени, орденом Александра Невского, двумя орденами Отечественной войны I степени, орденом Красной Звезды, а также медалями.
- 15 апреля 1999 года Указом Президента Республики Беларусь был награждён Орденом «За службу Родине» III степени[4].

## Память
На Аллее Героев города Красный Сулин установлен его барельеф.
На фасаде здания гимназии № 1 (ранее СШ № 1) г. Красный Сулин А. С. Кравцову установлена мемориальная доска, в числе пяти Героев Советского Союза, учившихся в СШ № 1.